# 多吉次珠
多吉次珠（藏語：རྡོ་རྗེ་ཚེས་དྲུག་，威利转写：rdo rje tshes drug；1962年12月—），男，藏族，西藏日土人，中国共产党及中华人民共和国政府官员。

## 生平
1976年7月，多吉次珠入阿里地区狮泉河中学师资中专班学习。1980年1月毕业后，到中国人民解放军南疆军区阿里军分区当战士。在部队，于1983年4月加入中国共产党。1984年10月，从部队退伍并转业到阿里地区劳动人事局当干部。1987年12月起，历任中共阿里地委组织部人事科科员、副科长、科长。1993年7月，升任中共阿里地委组织部副部长。1995年4月兼任阿里地区人事局副局长，后于1996年10月升任局长。
2006年9月，改任中共拉萨市委副书记、拉萨市人民政府党组书记、代理市长。2007年1月，任拉萨市市长。2013年1月，不再担任中共拉萨市委副书记、拉萨市市长。2013年2月任西藏自治区人民政府副主席。
2022年1月当选为自治区政协副主席、党组成员。